# أنتوني كارو
أنتوني كارو (بالإنجليزية: Anthony Caro)‏ (و. 1924 – 2013 م) هو نَحّات من المملكة المتحدة . ولد في سري .
وهو عضو في الأكاديمية الملكية للفنون .
توفي في لندن .بسبب نوبة قلبية .

## التعليم
تعلم في Christ's College، وChelsea College of Art and Design، والأكاديمية الملكية للفنون، وجامعة وستمنستر، وCharterhouse School

## مناصب وهيئات
أدار Saint Martin's School of Art.

## جوائز
حصل على جوائز منها:
- Order of Merit (2000)
- لقب فارس (1987)
- فارس وسام الفنون والآداب
- قائد وسام الامبراطورية البريطانية
- جائزة بريميم إمبريال.

## روابط خارجية
- أنتوني كارو على موقع الموسوعة البريطانية (الإنجليزية)
- أنتوني كارو على موقع مونزينجر (الألمانية)